# Иван Машов
Иван Машов е български и американски хирург и университетски преподавател.

## Биография
Роден е в Ловеч. През 1878 г. се установява в САЩ. Завършва семинарията в Принстън и става проповедник. Скоро след това завършва медицина в Чикагския университет. Работи като хирург и университетски преподавател. От 1902 г. е професор.